# Romanzado
Romanzado (cooficialmente en euskera: Erromantzatua) —más comúnmente Valle de Romanzado— es un municipio español de la Comunidad Foral de Navarra, situado en la merindad de Sangüesa, en la comarca de Lumbier y a 45,5 km de la capital de la comunidad, Pamplona. Su población en 2024 fue de 191 habitantes (INE).
El municipio está compuesto 3 concejos: Arboniés, Bigüézal y Domeño y por 7 lugares habitados: Adansa, Iso, Napal, Orradre, Usún, Berroya y Murillo-Berroya.
Su gentilicio es erromantzatuarra, tanto en masculino como en femenino.

## Toponimia
El nombre de Romanzado se ha asociado tradicionalmente a su condición de frontera lingüística entre la Navarra vascófona y la Navarra romance. El nombre Romanzado derivaría de la palabra latina romaniceatus (lo romanizado). El término contrapuesto sería vascongado de vasconicatus (lo vasconizado).
Parece que el término Romanzado es relativamente reciente y aparece el siglo XVI como una subdivisión del Valle de Urraúl. 
A partir del XVI, durante varios siglos, el Romanzado debió formar una especie de cuña lingüística romance entre territorio vascófono. Ramón Menéndez Pidal consideraba que en el Romanzado había penetrado el romance lo bastante tarde como para que los territorios vecinos, situados más al sur, olvidados ya de su propia romanización, le llamaran así. Lo cierto es que durante la Edad Moderna, el Romanzado fue territorio castellanohablante, mientras que el resto del Valle de Urraúl en el que se inscribía era vascófono.
Julio Caro Baroja, sin embargo, no creía que el nombre del valle denotara una diferenciación lingüística, sino una diferenciación jurídica respecto al resto del Valle de Urraúl, por la que los pobladores de la tierra llamada Romanzado habrían estado sujetos a normas distintas que los de los alrededores.
Algunos autores consideran que el nombre es más antiguo y se remonta a la Romanización, habiendo sido el Romanzado una antiquísima cuña de territorio romanizado en el Saltus vascón.
En cualquier caso, se trata de la forma opuesta a Navarzato, despoblado del valle de Roncal, que significa "de habla navarrorum" (euskera).
El nombre vasco del municipio es Erromantzatua, según tiene establecido la Real Academia de la Lengua Vasca, cuya oficialidad fue aprobada por el Gobierno de Navarra en 2022 por iniciativa del propio ayuntamiento, tras el preceptivo acuerdo. En lengua vasca se le suele llamar también Urraul-Ekialdekoa (literalmente Urraúl Oriental).

## Símbolos

### Escudo
El escudo de armas del valle de Romanzado tiene el siguiente blasón:

Trae de gules y un triángulo rustrado (perforado por una pieza redonda) entre dos palmas, todo de oro. Por timbre un yelmo empenachado.

Este es el escudo del municipio y de los pueblos que lo componen, excepto los de Domeño y Bigüézal que usan sellos diferentes: el primero lleva una pieza de artillería y el segundo un ciervo siniestrado.

## Geografía

Ubicación del municipio de Romanzado en Navarra.

El valle de Romanzado está situado en la parte oriental de la Comunidad Foral de Navarra, dentro de la región geográfica de la Montaña de Navarra, la comarca geográfica de la Cuenca de Lumbier-Aoiz; y a una altitud de 489 m s. n. m. Su término municipal tiene una superficie de 91,69 km² y limita al norte con los municipios de Urraúl Bajo, Urraúl Alto y Navascués, al este con el de Castillonuevo, al sur con el de Tiermas en la provincia de Zaragoza y la comunidad autónoma de Aragón, Yesa y Lumbier y al oeste con el de Urraúl Bajo.

## Demografía
Romanzado cuenta con una población de 191 habitantes (INE 2024).
| Gráfica de evolución demográfica de Romanzado entre 1842 y 2021                                                     |
| |
| Población de derecho según los censos de población del INE Población de hecho según los censos de población del INE |

### Núcleos de población
El municipio se divide en las siguientes entidades de población, según el nomenclátor de población publicado por el INE (Instituto Nacional de Estadística). Los datos de población se refieren a 2014
| Entidad de población | Población (2014) |
| -------------------- | ---------------- |
| Adansa               | 0                |
| Arboniés             | 45               |
| Berroya              | 6                |
| Bigüézal             | 51               |
| Domeño               | 34               |
| Iso                  | 0                |
| Murillo-Berroya      | 3                |
| Napal                | 6                |
| Orradre              | 3                |
| Usún                 | 18               |

## Administración y política
Romanzado conforma un municipio el cual está gobernado por un ayuntamiento de gestión democrática desde 1979, formado por 5 miembros elegidos en las elecciones municipales según está dispuesto en la Ley Orgánica del Régimen Electoral General. La sede del consistorio está situada en la calle Santa María s/n de la localidad de Domeño.
En las 2011 con un censo de 156 electores, participaron un total de 124 votantes (79,49%) lo que da una abstención de 32 (20,51%). De los votos emitidos 4 fueron nulo (3,23%) y 4 fueron en blanco (3,33%). La lista más votada fue Agrupación de electores que obtuvo 47 votos (39,17% de los votos válidos) y 4 concejales. En segundo lugar quedó Ekialde que obtuvo 28 votos (23,33%) y un concejal y también participó en los comicios sin obtener representación la Agrupación Independiente Romanzado (AIR) con 19 votos (15,83%).
En la sesión constitutiva que tuvo lugar el 11 de junio fue elegida como alcaldesa Beatriz García Hernández.
| Partido político                                         | 2011  | 2011  | 2011       | 2007            | 2007 | 2007       |
| Partido político                                         | Votos | %     | Concejales | Votos           | %    | Concejales |
| Grupo Independiente Vecinos de Romanzado Arbayún (GIVRA) | 47    | 39,17 | 4          | —               | —    | —          |
| Agrupación de Vecinos de Romanzado Ekialde (AVRE)        | 28    | 23,33 | 1          | Listas abiertas | —    | 2          |
| Agrupación Independiente Romanzado (AIR)                 | 19    | 15,83 | 0          | Listas abiertas | —    | 3          |

| Mandato   | Nombre del alcalde                   | Partido político    |
| --------- | ------------------------------------ | ------------------- |
| 1979-1983 |                                      |                     |
| 1983-1987 |                                      |                     |
| 1987-1991 |                                      |                     |
| 1991-1995 |                                      |                     |
| 1995-1999 |                                      |                     |
| 1999-2003 |                                      |                     |
| 2003-2007 | Jesús Induráin Goñi                  |                     |
| 2007-2008 | Francisco Javier Bildarraz Legarra   | AIR                 |
| 2008-2011 | Mª Elena Margarita Rodríguez Sánchez | AVRE                |
| 2011-2019 | Beatriz García Hernández             | GIVRA               |
| 2019-     | Aitor Sola Ochotea                   | Euskal Herria Bildu |